# 义成镇
义成镇，是中华人民共和国江西省宜春市樟树市下辖的一个乡镇级行政单位。

## 行政区划
义成镇下辖以下地区：
义成社区、刘家村、狮山村、乌塘村、泉港村、黎圩村、肖家村、清泉村、罗港村、太和村、前坑村、广德村、那巷村和淖港村。